# Łukasz Załuska
Łukasz Załuska (ˈwukaʂ zaˈwuska; Wysokie Mazowieckie, 16 giugno 1982) è un ex calciatore polacco, di ruolo portiere.

## Palmarès
- Campionato scozzese: 4

Celtic: 2011-2012, 2012-2013, 2013-2014, 2013-2014
- Coppa di Scozia: 2

Celtic: 2010-2011, 2012-2013
- Coppa di Lega scozzese: 1

Celtic: 2014-2015